# Jacob Knauf
Jacob Knauf (* 12. März 1997 in Münster) ist ein deutscher Basketballspieler. 

## Werdegang
Knauf wurde in der Nachwuchsabteilung von Alba Berlin ausgebildet. Ab 2016 spielte er für den SSV Lokomotive Bernau in der 2. Bundesliga ProB und weiterhin für die zweite Herrenmannschaft Alba Berlins in der Regionalliga. Nachdem er sich als Spieler der zweiten Herrenmannschaft des FC Bayern München in der Saison 2019/20 mit Mittelwerten von 10,5 Punkten und 8,8 Rebounds für höhere Aufgaben empfohlen hatte, nahm Knauf im Sommer 2020 ein Angebot des Zweitligisten Artland Dragons an. Dort wurde er in seinem ersten Jahr Stammspieler. 2022 stieg er mit den Niedersachsen aus der zweithöchsten Spielklasse ab, blieb aber durch den in der Sommerpause 2022 durchgeführten Wechsel zu den Wiha Panthers Schwenningen in der 2. Bundesliga ProA. Knauf war mit 16,9 Punkten je Begegnung bester Schwenninger Korbschütze der Saison 2022/23, stieg mit der Mannschaft, die Anfang Februar 2023 einen Insolvenzantrag stellte und wegen Regelverstößen Punkte abgezogen bekam, aber als Tabellenschlusslicht ab.
Im Juli 2023 gab Bundesliga-Absteiger Skyliners Frankfurt Knaufs Verpflichtung bekannt. Er wurde mit Frankfurt im Spieljahr 2023/24 Zweiter der 2. Bundesliga ProA, wodurch die Mannschaft in die Bundesliga zurückkehrte.

### Nationalmannschaft
Knauf war Mitglied der deutschen U20-Nationalmannschaft, mit der er Länderspiele bestritt.